# 20204 Юдзуруносато
20204 Юдзуруносато (20204 Yuudurunosato) — астероїд головного поясу, відкритий 1 березня 1997 року.
Тіссеранів параметр щодо Юпітера — 3,347.
Названо на честь Юдзуруносато (яп. ゆうづるのさと(夕鶴の里) ю:дзуруносато).